# Phillipa Peak
Pour les articles homonymes, voir Phillipa et Peak.
Phillipa Peak est une actrice de cinéma, de séries télévisées et de théâtre britannique,.

## Filmographie
- 1997 : Macbeth : la 3ème sorcière
- 1997 : The Peter Principle (série télévisée) : WPC
- 1997 : King Lear: A Critical Guide (court métrage documentaire) : Cordelia
- 1999 : Plastic Man (téléfilm) : Anna McConnell
- 1999 : King Lear : Cordelia
- 2000 : The Claim : Sarah
- 2002 : Heartlands : Sarah
- 2002 : Sirens (téléfilm) : Carol Shilling
- 2005 : Internal Turmoil of the Plastic Kind (court métrage) : la voix de la poupée
- 2005 : Emmerdale (série télévisée) : Effie Harrison[3] (5 épisodes)
- 2007 : The Afternoon Play (série télévisée) : Kathy
- 2007 : Astronuts (téléfilm) : Coco Nut
- 2007 : EastEnders (série télévisée) : D.S. Dunn (7 épisodes)
- 2007 : Emu (série télévisée) : Sophie
- 2008 : Little Miss Jocelyn (série télévisée)
- 2008 : Dani's House (série télévisée) : Esmerelda
- 1997-2009 : The Bill (série télévisée) : Liz Brooker / Cheryl Dobbs (2 épisodes)
- 2009 : My Family (série télévisée) : la réceptioniste
- 2009 : K : Amanda
- 2010 : Summer in Transylvania (série télévisée) : Magda (4 épisodes)
- 2004-2011 : Casualty (série télévisée) : Chloe Waterson / Mary McConnel / Kaye Brooks (4 épisodes)
- 2012 : Touch (court métrage) : l'épouse
- 2016 : Home Fires (série télévisée) : Mrs. Talbot (2 épisodes)
- 2017 : The Penny Dropped (court métrage) : Angie Bradstock
- 2018 : Trauma (mini-série)  : Denise Cain (2 épisodes)
- 2007-2018 : Doctors (série télévisée) : Helena Mordaunt / Emily Patey / Philippa Rooney / ... (5 épisodes)
- 2019 : Porters (série télévisée) : docteure Walsh